# Lijst van langeafstandswandelpaden in de Ierse Republiek

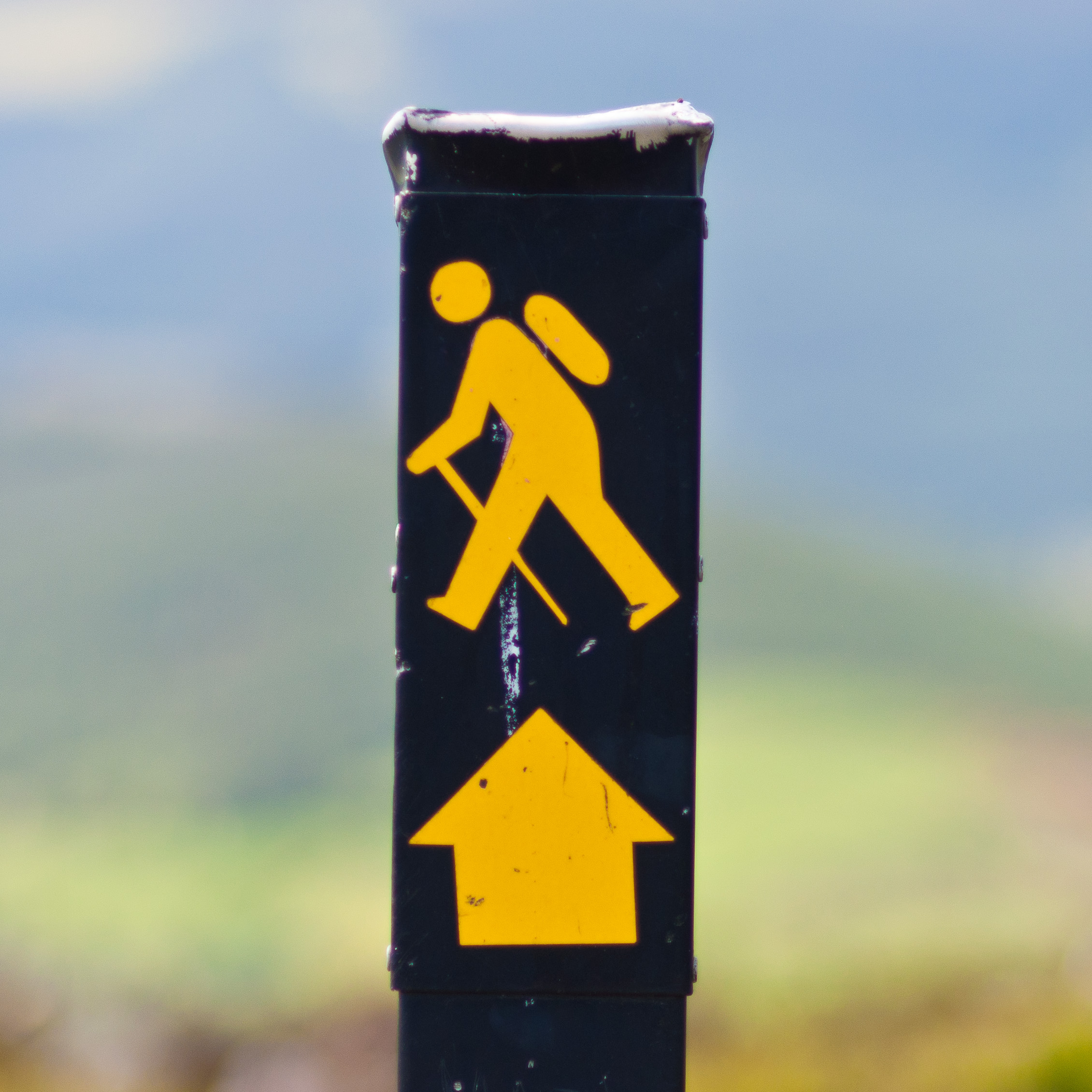
De traditionele "walking man" wegmarkering van de National Waymarked Trails in Ierland

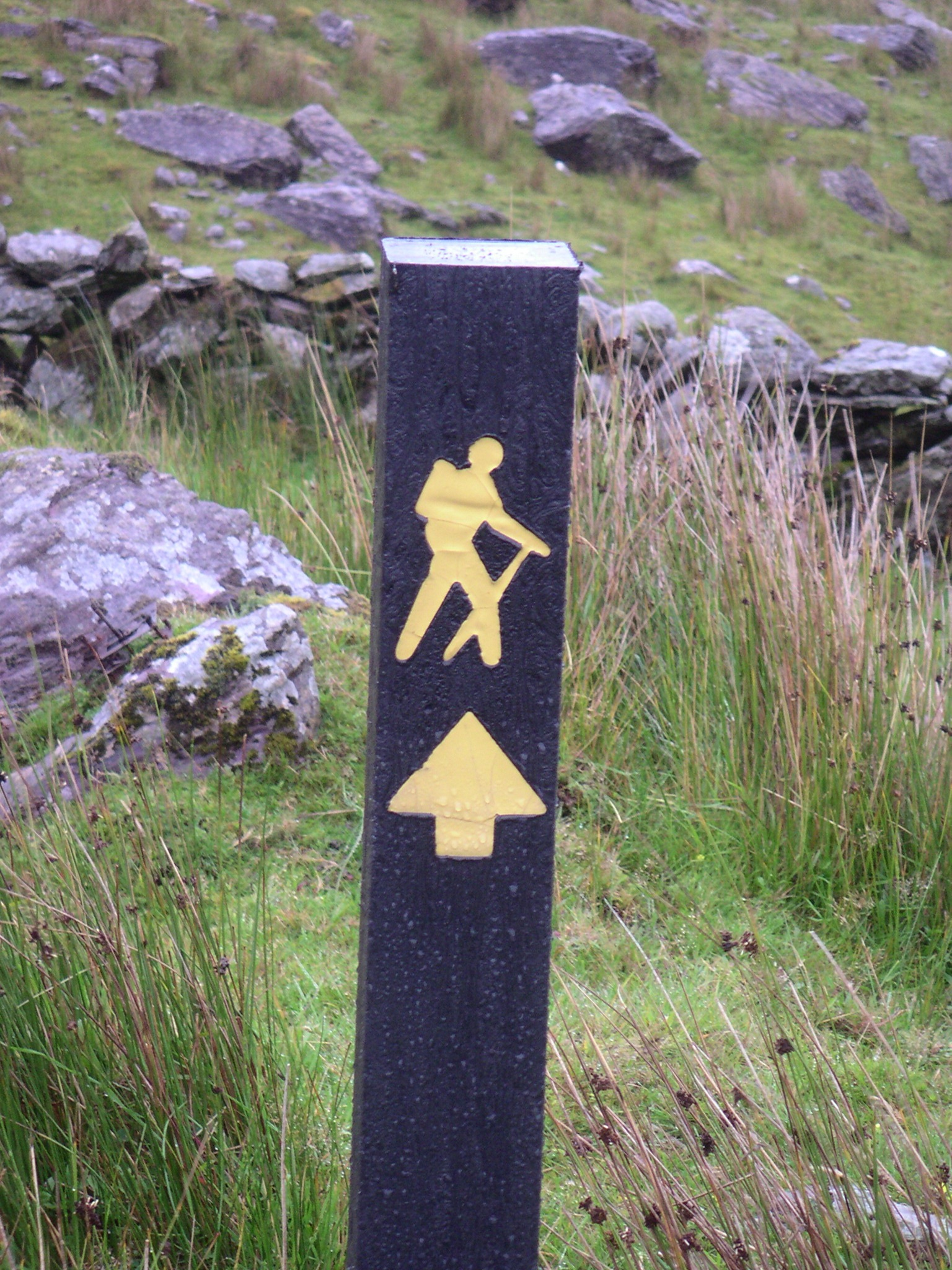
Kerry Way

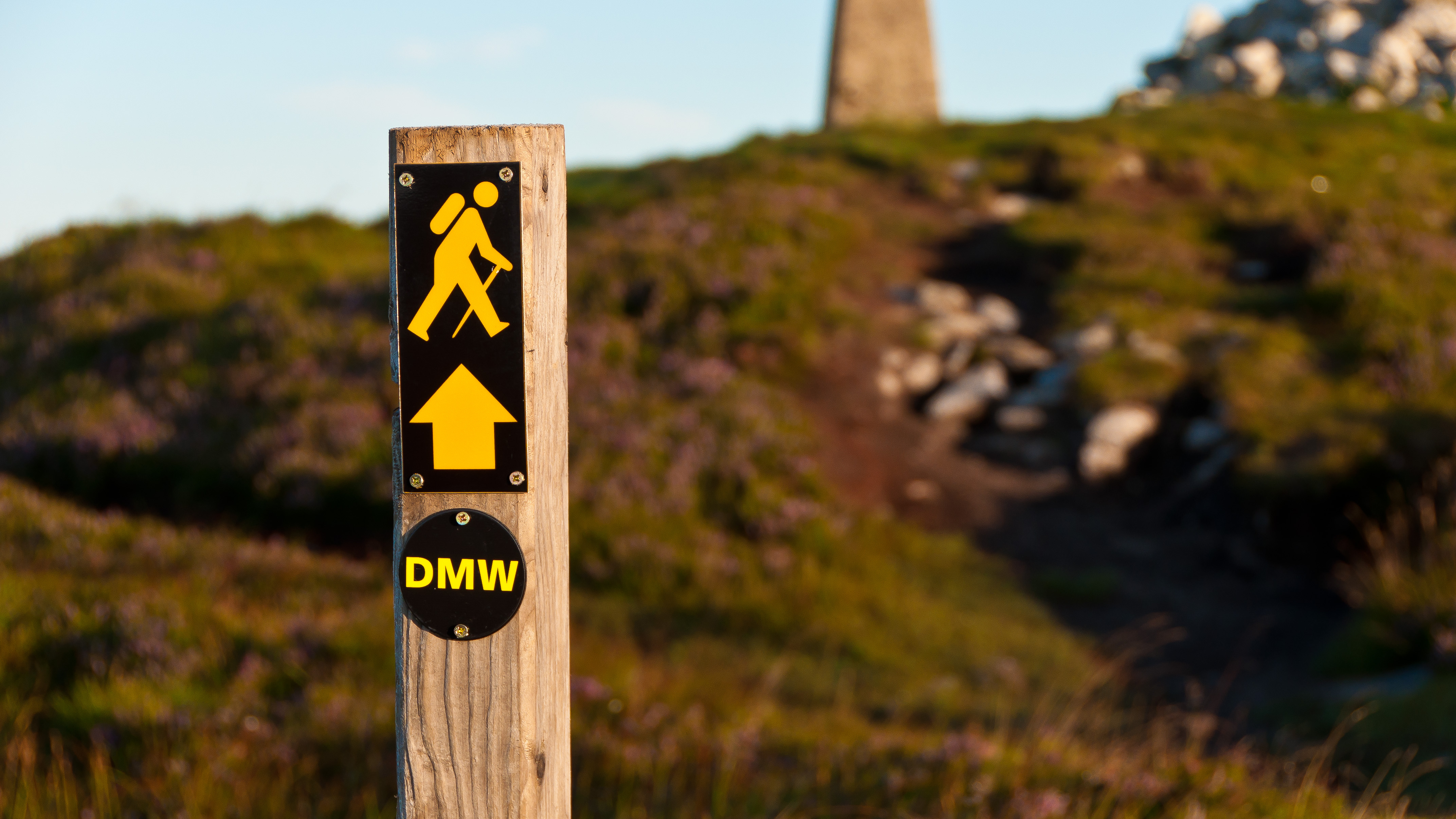
Dublin Mountains Way

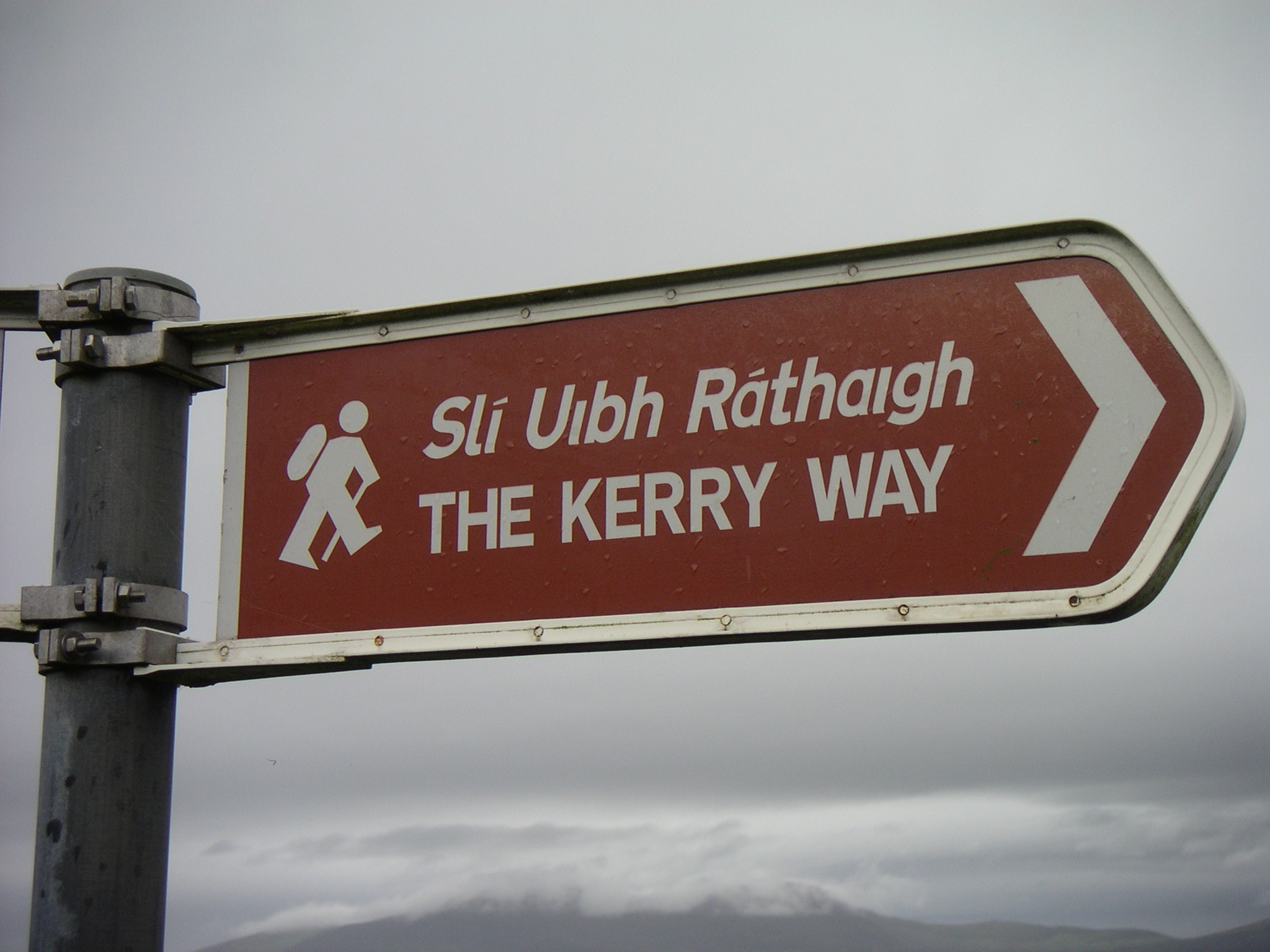
Kerry Way

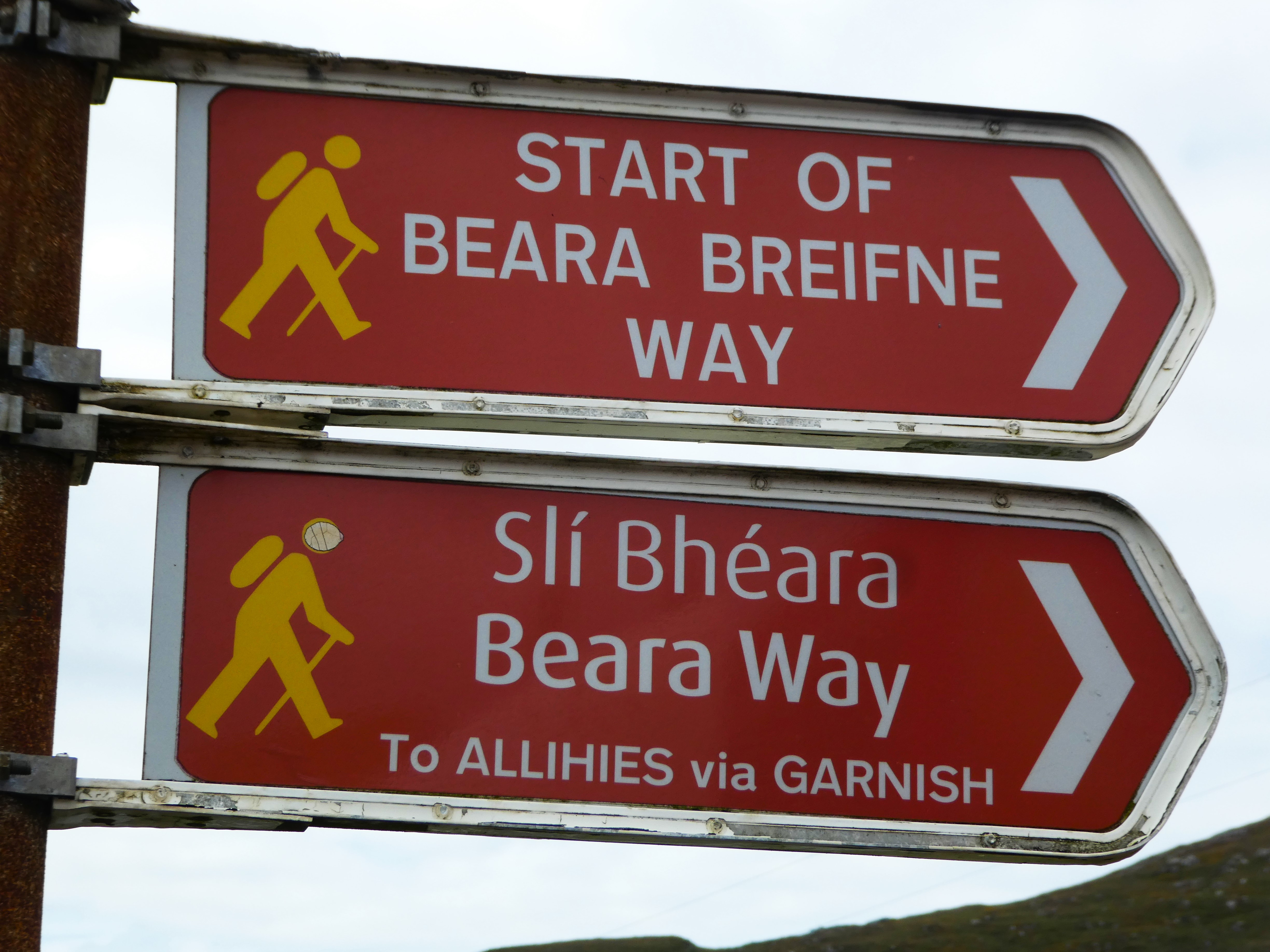
Beara Way

Er zijn 44 langeafstandswandelpaden in Ierland die door het National Trails Office van de Ierse sportbond erkend worden als National Waymarked Trails.

## National Waymarked Trails
| Naam                                                  | Graafschap(pen)                             | Type        | Start               | Einde               | Lengte            |
| ----------------------------------------------------- | ------------------------------------------- | ----------- | ------------------- | ------------------- | ----------------- |
| Ballyhoura Way/Slí Bhealach Eabhra                    | Cork, Limerick, Tipperary                   | Rechtlijnig | St John's Bridge    | Limerick Junction   | 89 km (55 mijl)   |
| Barrow Way/Slí na Bearú                               | Carlow, Kildare, Laois                      | Rechtlijnig | Robertstown         | St Mullin's         | 114 km (70 mijl)  |
| Bealach na Gaeltachta – Slí an Earagail               | Donegal                                     | Lusvormig   | Dunlewey            | Dunlewey            | 77 km (48 mijl)   |
| Bealach na Gaeltachta – Slí Cholmcille                | Donegal                                     | Lusvormig   | Ardara              | Ardara              | 65 km (40 mijl)   |
| Bealach na Gaeltachta – Slí Chonamara                 | Galway                                      | Gesloten    | Gesloten            | Gesloten            | Gesloten          |
| Bealach na Gaeltachta – Slí na Finne                  | Donegal                                     | Lusvormig   | Fintown             | Fintown             | 51 km (32 mijl)   |
| Bealach na Gaeltachta – Slí na Rosann                 | Donegal                                     | Lusvormig   | Dungloe             | Dungloe             | 65 km (40 mijl)   |
| Beara Way/Slí Bhéara                                  | Cork, Kerry                                 | Lusvormig   | Glengarriff         | Glengarriff         | 206 km (128 mijl) |
| Blackwater Way (Avondhu)                              | Cork, Tipperary                             | Rechtlijnig | Clogheen            | Bweeng              | 94 km (58 mijl)   |
| Blackwater Way (Duhallow)                             | Cork, Kerry                                 | Rechtlijnig | Bweeng              | Shrone              | 67 km (42 mijl)   |
| Bluestack Way/Bealach na gCruach                      | Donegal                                     | Rechtlijnig | Donegal             | Ardara              | 65 km (40 mijl)   |
| Burren Way/Slí Bhoirne                                | Clare                                       | Rechtlijnig | Lahinch             | Corofin             | 114 km (71 mijl)  |
| Cavan Way/Slí an Cabhán                               | Cavan                                       | Rechtlijnig | Dowra               | Blacklion           | 22 km (14 mijl)   |
| Croagh Patrick Heritage Trail/Siúlóid Oidhreachta     | Mayo                                        | Rechtlijnig | Balla               | Murrisk             | 61 km (38 mijl)   |
| Dingle Way/Slí Chorca Dhuibhne                        | Kerry                                       | Lusvormig   | Tralee              | Tralee              | 162 km (101 mijl) |
| Dublin Mountains Way/Slí Shléibhte Bhaile Átha Cliath | Dublin                                      | Rechtlijnig | Shankill            | Tallaght            | 55 km (34 mijl)   |
| East Clare Way/Slí Orthear an Chlár                   | Clare                                       | Lusvormig   | Killaloe            | Killaloe            | 180 km (110 mijl) |
| East Munster Way/Slí na Mumhan                        | Waterford, Tipperary                        | Rechtlijnig | Carrick-on-Suir     | Clogheen            | 75 km (47 mijl)   |
| Grand Canal Way/Slí na Canála Móire                   | Dublin, Kildare, Offaly                     | Rechtlijnig | Lucan Bridge        | Shannon Harbour     | 117 km (73 mijl)  |
| Hymany Way/Slí Uí Mháine                              | Galway                                      | Rechtlijnig | Portumna            | Aughrim             | 55 km (34 mijl)   |
| Kerry Way/Slí Uibh Ráthaigh                           | Kerry                                       | Lusvormig   | Killarney           | Killarney           | 214 km (133 mijl) |
| Leitrim Way/Slí Liatroma                              | Leitrim                                     | Gesloten    | Gesloten            | Gesloten            | Gesloten          |
| Lough Derg Way/Slí na Locha                           | Limerick, Clare, Tipperary                  | Rechtlijnig | Limerick            | Dromineer           | 65 km (40 mijl)   |
| Mid Clare Way/Slí na Méaracán                         | Clare                                       | Lusvormig   | Newmarket-on-Fergus | Newmarket-on-Fergus | 148 km (92 mijl)  |
| Miners Way and Historical Trail/Slí na na Mianadóir   | Sligo, Roscommon, Leitrim                   | Lusvormig   | Arigna              | Arigna              | 118 km (73 mijl)  |
| Monaghan Way/Slí Muineacháin                          | Monaghan                                    | Rechtlijnig | Monaghan            | Inishkeen           | 65 km (40 mijl)   |
| Multeen Way/Slí an Moiltín                            | Tipperary                                   | Rechtlijnig | Milestone           | Tipperary Town      | 23 km (14 mijl)   |
| Nore Valley Way                                       | Kilkenny                                    | Rechtlijnig | Kilkenny            | Inistioge           | 34 km (21 mijl)   |
| North Kerry Way/Slí Chiarraí Thuaidh                  | Kerry                                       | Rechtlijnig | Tralee              | Ballyheigue         | 45 km (28 mijl)   |
| Offaly Way/Slí Uíbh Fhailí                            | Offaly                                      | Rechtlijnig | Cadamstown          | Lemanaghan          | 37 km (23 mijl)   |
| Royal Canal Way/Slí Ríogha                            | Dublin, Kildare, Meath, Longford, Westmeath | Rechtlijnig | Ashtown             | Abbeyshrule         | 79 km (49 mijl)   |
| Sheep's Head Way/Slí Rinn Mhuintir Bháire             | Cork                                        | Lusvormig   | Bantry              | Bantry              | 90 km (56 mijl)   |
| Slieve Bloom Way/Slí Sliabh Bladhma                   | Laois, Offaly                               | Lusvormig   | Glenbarrow          | Glenbarrow          | 84 km (52 mijl)   |
| Slieve Felim Way                                      | Limerick, Tipperary                         | Rechtlijnig | Murroe              | Silvermines         | 43 km (27 mijl)   |
| Sligo Way/Slí Shligeach                               | Sligo                                       | Rechtlijnig | Larrigan            | Dromahair           | 78 km (48 mijl)   |
| South Leinster Way/Slí Laighean Theas                 | Carlow, Kilkenny, Tipperary                 | Rechtlijnig | Kildavin            | Carrick-on-Suir     | 104 km (65 mijl)  |
| Suck Valley Way/Bealach Ghleann na Suca               | Roscommon, Galway                           | Lusvormig   | Castlerea           | Castlerea           | 105 km (65 mijl)  |
| Táin Way/Slí Tain                                     | Louth                                       | Lusvormig   | Carlingford         | Carlingford         | 40 km (25 mijl)   |
| Tipperary Heritage Way/Slí Dhucháis Thiobraid Árann   | Tipperary                                   | Rechtlijnig | Vee Gap             | Cashel              | 56 km (35 mijl)   |
| Western Way/Bealach an Iarthair (Galway)              | Galway                                      | Rechtlijnig | Oughterard          | Leenaun             | 55 km (34 mijl)   |
| Western Way/Bealach an Iarthair (Mayo)                | Mayo                                        | Rechtlijnig | Leenaun             | Ballycastle         | 124 km (77 mijl)  |
| Westmeath Way/Slí na h-Iarmhí                         | Westmeath                                   | Rechtlijnig | Kilbeggan           | Mullingar           | 33 km (21 mijl)   |
| Wicklow Way/Slí Cualann Nua                           | Wicklow, Dublin, Carlow                     | Rechtlijnig | Marlay Park         | Clonegal            | 129 km (80 mijl)  |

## Pelgrimspaden (Pilgrim Paths)

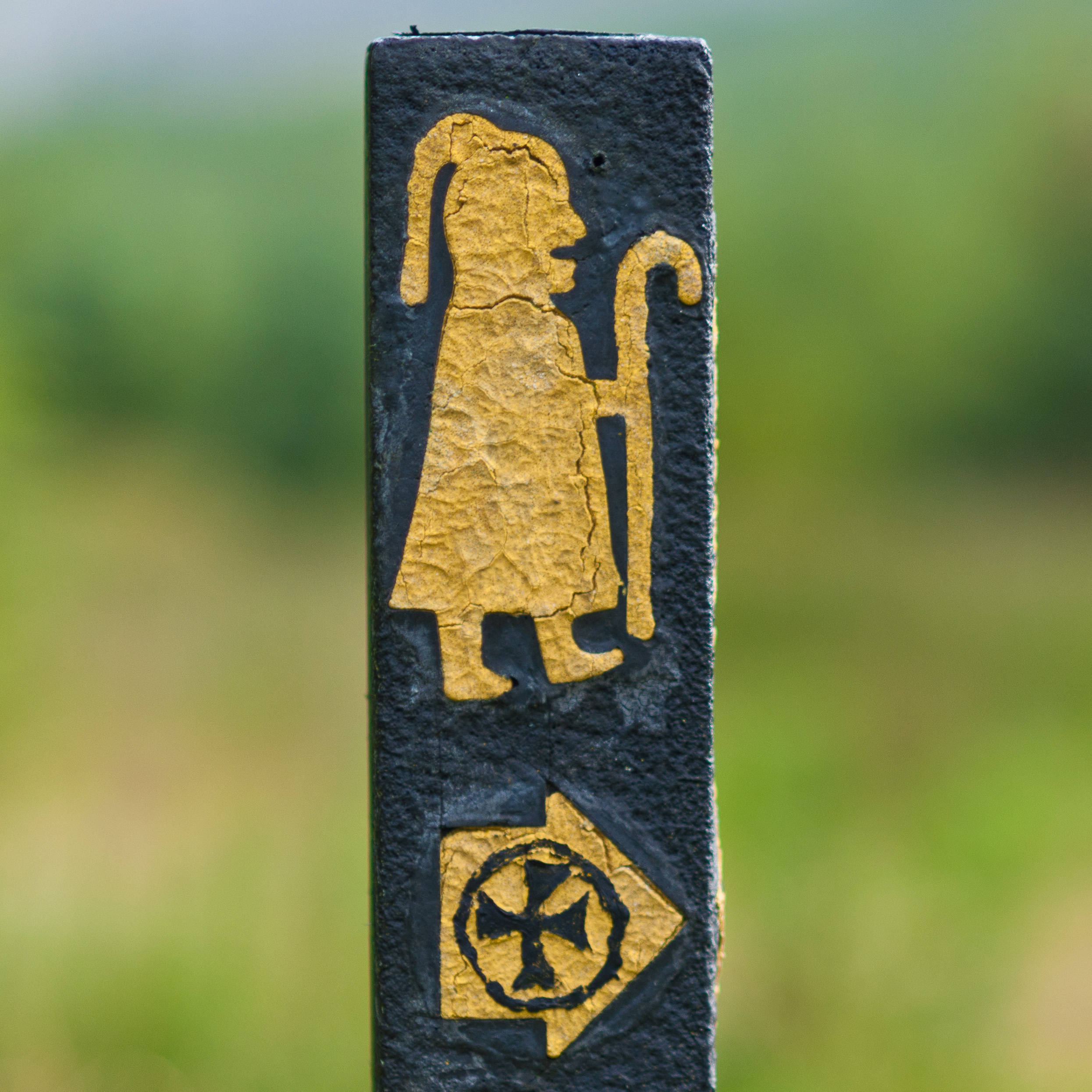
De "walking pilgrim" wegmarkering langs de "Pilgrim Paths" in Ierland

Beïnvloed door het werk van de Raad van Europa aan de pelgrimsroute naar Santiago de Compostella in de jaren 1980 en 1990, werd het project "Pilgrim Paths" opgezet door de Ierse Heritage Council (An Comhairle Oidhreachta) als hun millenniumproject. Het doel was om een netwerk van wandelroutes langs de Ierse middeleeuwse pelgrimspaden te ontwikkelen en te ondersteunen om op deze manier het bewustzijn voor natuurlijk en cultureel erfgoed langs deze routes te vergroten en bij te dragen tot toerisme en gemeenschapsontwikkeling. Zeven pelgrimspaden werden gekozen voor het project en anno 2020 waren vijf routes voltooid die kunnen worden gelopen:
| Naam                       | Graafschap | Type        | Start                       | Einde          | Lengte |
| -------------------------- | ---------- | ----------- | --------------------------- | -------------- | ------ |
| Cnoc na dTobar             | Kerry      | Rechtlijnig | Saint-Fursey's heilige bron | Knocknadobar   | 9,5 km |
| Cosán na Naomh             | Kerry      | Rechtlijnig | Ventry                      | Mount Brandon  | 18 km  |
| St. Finbarr's Pilgrim Path | Cork       | Rechtlijnig | Drimoleague                 | Gougane Barra  | 37 km  |
| Saint Kevin's Way          | Wicklow    | Rechtlijnig | Hollywood of Valleymount    | Glendalough    | 30 km  |
| Tochar Phádraig            | Mayo       | Rechtlijnig | Ballintubber Abbey          | Croagh Patrick | 30 km  |

Elk van deze routes is ontwikkeld volgens de richtlijnen van de National Waymarked Trails. Ze zijn bewegwijzerd met zwarte markeringspalen met een geel pelgrimssymbool gebaseerd op een steen uit een bedevaartsoord in Cork, die een pelgrim met een Keltische tonsuur toont, die een tuniek draagt en een staf bij zich heeft. Onder het symbool bevindt zich een richtingspijl met een kruis in een cirkel, een van de belangrijkste symbolen van de pelgrimage in Ierland.

## Greenway Rail Trails
Er zijn ook drie Greenway Rail Trails in Ierland, dat zijn wandel- en fietspaden die aangelegd zijn op voormalige spoorwegbeddingen.
| Name                                                         | County           | Format | Start          | End        | Length          |
| ------------------------------------------------------------ | ---------------- | ------ | -------------- | ---------- | --------------- |
| Great Southern Trail Greenway/Bealach Glas an Mhór-Dheiscirt | Limerick - Kerry | Linear | Rathkeale      | Abbeyfeale | 35 km (22 mijl) |
| Great Western Greenway/Bealach Mór an Iarthair               | Mayo             | Linear | Westport       | Achill     | 42 km (26 mijl) |
| Waterford Greenway/Rian Glas na nDéise                       | Waterford        | Linear | Waterford City | Dungarvan  | 46 km (29 mijl) |